# Харитон Сповідник
Харитон Сповідник (грец. Χαρίτων ο Ομολογητής; ? — близько 350 року) — християнський святий, шанований у лику преподобних. Пам'ять у Православній і Католицькій церквах — 28 вересня. Відомості про Харитона відомі з різних варіантів його житія.

## Життєпис
Святий Преподобний Харитон Ісповідник жив в місті Іконії в римській провінції Ліаконія (суч. Туреччина). Він був благочестивим християнином та вирізнявся чеснотами. Під час одного з гонінь на християн при імператорах: Галерії (305—311), Максиміані (305—313) або Ликинії (311—324), коли християн примушували до принесення жертви ідолам, в Іконії Харитон був узятий під варту. Святий Харитон викрив язичницьких богів і сповідав віру в Ісуса Христа. Як стверджує житіє — в сповідницькому подвигу його зміцнював благодатний приклад Святої Первомучениці Фекли — уродженки його рідного міста та пам'ять якої він особливо глибоко шанував.
Святий Сповідник зазнав жорстоких мук, але, за Промислом Божим, залишився живий. У той час імператор Авреліан помер. Його Наступник Тацит, боячись кари, видав указ про звільнення ув'язнених християн. Святий був звільнений із в'язниці, проте він не радів тому, що йому не довелось постраждати до кінця, оскільки йому приємніше було б померти за Христа, ніж бути відпущеним на свободу.
Після цього він вирушив до Єрусалима на поклоніння святим місцям й по дорозі потрапив в руки розбійників. Вони зв'язали його і кинули в печеру, маючи намір потім вбити, а самі поспішили на розбій. В очікуванні смерті, Святий гаряче молився, дякував Богу та просив Його вчинити з ним по Своїй волі. В цей час до печери заповзла змія і стала пити вино з посудини, що залишили розбійники та отруїла його своєю смертоносною отрутою. Повернувшись до печери, розбійники напились отруєного вина і всі загинули.
Преподобний Харитон, віддавши хвалу Богу, став подвизатися на місці свого чудесного порятунку. Награбоване розбійниками золото він роздав убогим, а в розбійницькій печері влаштував церкву, навколо якої з часом утворився монастир — знаменита в Палестині Фаранська Лавра. Преподобний Харитон сам уклав строгий устав для свого монастиря. Прагнучи до усамітнення, Преподобний пішов далі в пустелю, але й там не відкидав тих, хто потребував його духовного керівництва і заснував ще два монастирі: Єрихонський і Сукійський, що іменувався «Старою Лаврою».
Наприкінці життя Преподобний Харитон трудився в печері на горі, поблизу Сукійского монастиря, але не залишав керівництва братією всіх трьох заснованих ним монастирів. За переказами, Преподобний склав чин чернечого постригу.
Проживши благочестиво своє життя Святий наблизився до блаженної своєї кончини. Дізнавшись про неї від Бога, він закликав з трьох своїх монастирів ігуменів і монахів та розповів їм про свою швидку кончину. «Я — сказав він — йду від вас, як велить мені Господь, бо настав час, якого я давно вже з нетерпінням очікував, щоб, відмовившись від союзу з плоттю, мені йти і з'явитися перед лицем Бога мого. Ви ж, чада, піклуйтеся про своє спасіння, щоб кожен з вас, уникнувши ворожих сітей, сподобився після своєї смерті увійти до Господа й отримати милість від Нього».
Помер Преподобний Харитон Сповідник в глибокій старості приблизно в 350 році та був похоронений, за його заповітом, в Фаранському монастирі, в церкві, побудованій на місці розбійницької печери.